# Trélazé
Trélazé ist eine westfranzösische Gemeinde im Département Maine-et-Loire in der Region Pays de la Loire. Trélazé gehört zum Arrondissement Angers und zum Kanton Angers-7.

## Geografie
Trélazé liegt am Fluss Authion. Die Gemeinde wird umgeben von Saint-Barthélemy-d’Anjou im Nordwesten und Norden, Loire-Authion im Osten, Les Ponts-de-Cé im Süden und Südwesten sowie Angers im Westen.
Der Ort hat einen Bahnhof an der Bahnstrecke Tours–Saint-Nazaire.

## Geschichte
Seit dem 15. Jahrhundert wird in Trélazé Schiefer abgebaut; seit dem 19. Jahrhundert führte dies zu einem Boom in der Gegend.

## Bevölkerungsentwicklung
| Jahr      | 1962 | 1968   | 1975   | 1982   | 1990   | 1999   | 2011   | 2018   |
| Einwohner | 9400 | 11.664 | 11.250 | 11.009 | 10.539 | 11.025 | 12.562 | 14.759 |

## Sehenswürdigkeiten
- Förderturm für Metallerz
- Kapelle Saint-Lézin
- Kirche Saint-Pierre (zwischen 1840 und 1843 errichtet)
- Rathaus (1837 errichtet)
- Château du Périneau-Verrières
- Schiefermuseum ("Musée de l’ardoise de Trélazé")

Siehe auch: Liste der Monuments historiques in Trélazé

## Persönlichkeiten
- Léon Rohard (1836–1882), Architekt
- Alfred Thuau (1923–1995), Fußballspieler (Torwart)
- Marc Berdoll (* 1953), Fußballspieler (Stürmer)

## Gemeindepartnerschaften
- Valongo, Distrikt Porto, Portugal, seit 1997
- Ketsch, Baden-Württemberg, Deutschland, seit 2010

## Sport
Im Gemeindegebiet befindet sich die Arena Loire, eine Sporthalle mit 6500 Plätzen. Hier fanden Spiele der Basketball-Europameisterschaft der Damen 2013 statt.